# 斯通蓋特 (科羅拉多州)
斯通蓋特（英語：Stonegate）是位於美國科羅拉多州道格拉斯縣的一個人口普查指定地區。

## 地理
斯通蓋特的座標為39°31′54″N 104°48′06″W / 39.53167°N 104.80167°W，而該地最高點為海拔高度1791米（即5876英尺）。

## 人口
根據2010年美國人口普查的數據，斯通蓋特的面積為5.2平方千米，當中陸地面積為5.2平方千米，而水域面積為0.0平方千米。當地共有人口8962人，而人口密度為每平方千米1,723人。